# Баллада о детстве
«Баллада о детстве» («Час зачатья я помню неточно…») — автобиографическая песня Владимира Высоцкого, написанная в 1975 году для спектакля «Уходя, оглянись» Эдуарда Володарского. Авторские варианты названия: «Баллада о детстве или Баллада о старом доме», «Баллада о детстве или Старый дом», «Баллада о моём детстве», «Баллада о моём старом доме, о моём детстве», «Баллада о старом доме», «Баллада о старом доме, или Баллада о моём детстве». В произведении отразились реальные жизненные впечатления автора, воссозданы узнаваемые приметы времени. Почти все персонажи баллады выведены под настоящими именами и фамилиями. Фрагменты песни (под названием «Песня о давно минувших временах») звучат в художественном фильме «Вторая попытка Виктора Крохина». При жизни Высоцкого баллада была записана им на пластинке «La corde raide. Натянутый канат» (Polydor, Франция, осень 1977) и издана в 1978 году в Париже в сборнике «Песни русских бардов» издательства YMCA-Press. В Советском Союзе текст произведения был впервые опубликован в 1987 году (журнал «Аврора», № 8).

## История песни
Час зачатья я помню неточно,—

Значит, память моя — однобока,—

Но зачат я был ночью, порочно

И явился на свет не до срока.

Я рождался не в муках, не в злобе,—

Девять месяцев — это не лет!

Первый срок отбывал я в утробе,—

Ничего там хорошего нет.
По свидетельству Станислава Говорухина и братьев Вайнеров, Высоцкий написал «Балладу о детстве» за один день, на полях журнала «Советский экран». Работа над текстом началась в самолёте, летевшем в Одессу, и была продолжена на даче режиссёра. Уже к вечеру автор предложил друзьям послушать новую песню. Позже, выступая перед зрителями на концертах, Владимир Семёнович представлял её как «маленькие зарисовки из детства»: «Это про мой старый дом на Первой Мещанской, где я жил, когда был пацаном».
Как утверждал поэт в своих выступлениях, песня была написана специально для пьесы Эдуарда Володарского «Уходя, оглянись». Премьера спектакля состоялась во МХАТе 14 апреля 1976 года (руководитель постановки Олег Ефремов, режиссёр Евгений Радомысленский); в дальнейшем он ставился и в других театрах страны.
Тематически песня близка и сюжету фильма «Вторая попытка Виктора Крохина», повествующего о послевоенных реалиях. Автор сценария Эдуард Володарский рассказывал, что она могла быть органично включена в контекст ленты, однако Высоцкий наотрез отказался на цензурные сокращения «Часа зачатья…». Поэтому в первый вариант картины, снятой в 1977 году на «Ленфильме», песня не вошла. Исследователь творчества Высоцкого Марк Цыбульский обнародовал заключение сценарно-редакционной коллегии, решавшей в августе того же года судьбу «Виктора Крохина». В документе — среди прочих претензий — отмечалось, что создателям ленты «необходимо ещё раз проверить целесообразность использования песни В. Высоцкого». Сам фильм сразу после выхода был запрещён к показу и выпущен в прокат лишь десять лет спустя; в восстановленной редакции звучат фрагменты «Баллады…».
Высоцкий предлагал исполнить «Балладу о детстве» в фильме «Место встречи изменить нельзя», но эта инициатива не нашла поддержки у режиссёра картины Станислава Говорухина, который считал, что подобное вмешательство в сценарий разрушит доверие зрителей к образу Жеглова: «Это будет уже не капитан Жеглов, а Высоцкий в роли капитана Жеглова».

## Первые издания, исполнения, записи
Первое публичное исполнение песни было зафиксировано в октябре 1975 года. Стихотворение было издано при жизни поэта в 1978 году в Париже в четвёртом томе сборника «Песни русских бардов», а осенью того же года песня вышла во Франции в записи на пластинке «Натянутый канат» (фр. La corde raide). Песни этого альбома отличают оркестровые аранжировки Константина Казански.
В СССР стихотворение «Баллада о детстве» впервые было официально опубликовано в 8-м номере журнала «Аврора» за 1987 год. Фирма «Мелодия» выпустила песню в 1990 году на одноимённой пластинке (четырнадцатой из серии «На концертах Владимира Высоцкого», М60 49415 001) в записи 1978 года. Последнее из известных авторское публичное исполнение песни состоялось 16 июля 1980 года.

## Автобиографические мотивы

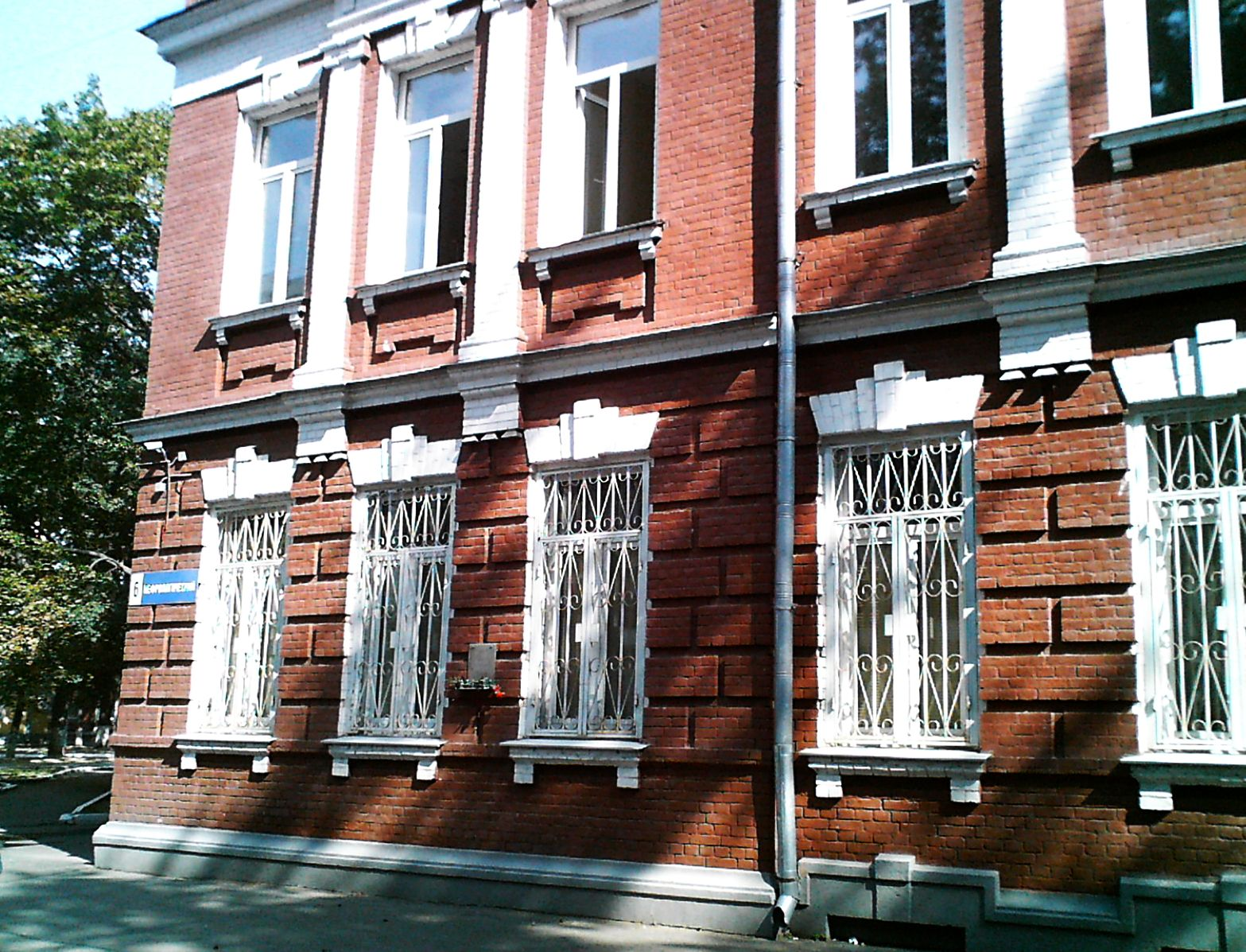
Родильный дом на Третьей Мещанской, в котором Высоцкий появился на свет

«Баллада о детстве» наполнена многочисленными деталями, позволяющими говорить об автобиографическом характере произведения. Повествование начинается не с традиционного для подобных жизнеописаний рассказа о дне появления на свет, а с «часа зачатья» — этот художественный приём литературовед Владимир Новиков назвал «мрачным гротеском».
Далее поэт обыгрывает год рождения: «В первый раз получил я свободу // По указу от тридцать восьмого». Исследователи по-разному трактуют эти строки: так, историк литературы Павел Фокин в комментариях к собранию сочинений Высоцкого даёт отсылку на указ Верховного Совета СССР об амнистии для военнослужащих, вышедший накануне рождения Владимира Семёновича. По мнению публициста Владимира Бондаренко, речь в песне идёт о другом документе — постановлении СНК о запрещении абортов в СССР. С этими версиями не согласен Владимир Новиков, считающий, что конкретные правовые акты не имеют к «Балладе…» никакого отношения: «То, что он хотел здесь сказать, гораздо проще и в то же время глубже. Жизнь есть свобода по сравнению с небытием». Литературовед Анатолий Кулагин отмечает, что упоминание о «первом сроке», проведённом в материнской утробе, автор песни сознательно соотносит с историей страны и тем временем, когда «срока огромные брели в этапы длинные».
Среди топографических элементов «Баллады…» выделяется «дом на Первой Мещанской — в конце», где находилась большая коммунальная квартира, в которой Высоцкий провёл свои детские годы. Как вспоминал сосед Высоцких Вартан Тер-Миносян, в дореволюционную пору дом № 126 на Первой Мещанской улице (ныне — проспект Мира, 76) принадлежал купцам Абрикосовым, сдававшим внаём «меблированные комнаты „Наталис“». Там действительно существовала описанная Владимиром Семёновичем «система коридорная»; правда, в песне упоминается про «тридцать восемь комнаток», тогда как на самом деле их было тридцать семь. Высоцкие жили в 35-м номере.

Высоцкий, описывая свою собственную реальность, знакомит читателя/слушателя с частной историей, однако его творческая задача значительно шире демонстрации опыта собственного советского детства. Этот опыт превращается в масштабную историческую и страноведческую рефлексию, раскрывая при этом поколенческий опыт его сверстников. 

## Приметы времени
Коммунальное братство, суть которого артикулирована в диалоге соседа Евдокима Кирилловича с соседкой Гисей Моисеевной («Эх, Гиська, мы одна семья: // Вы — тоже пострадавшие!»), было обусловлено общими испытаниями и совместно обретённым опытом утрат: «Мои — без ве́сти павшие, // Твои — безвинно севшие».

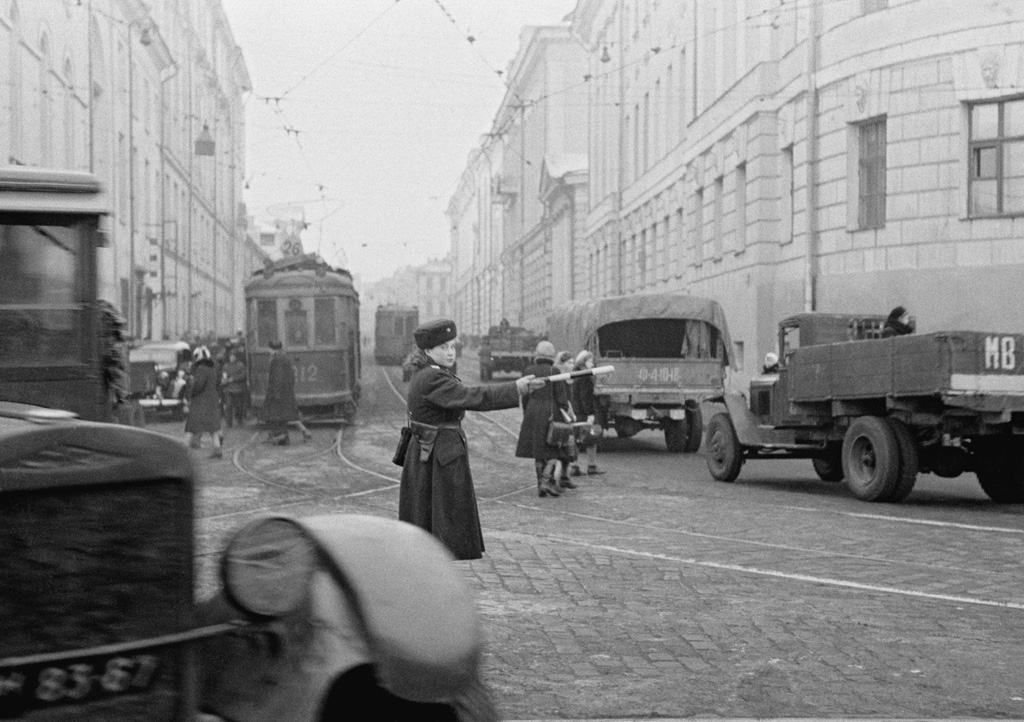
Послевоенная Москва

Детские впечатления автора — это скромный быт, вечный холод, немецкие зажигательные авиационные бомбы («И народ „зажигалки“ тушил!»), послевоенные распады семей (в строчках «Возвращались отцы наши, братья // По домам — по своим да чужим!» речь идёт в том числе и о семье Высоцкого). Неподалёку от 126-го дома, по словам Нины Максимовны Высоцкой, работали военнопленные, и её сын охотно общался с ними: «Вели дела обменные // Сопливые острожники». Школьный товарищ Высоцкого Владимир Акимов уточнял, что в обмен на хлеб можно было получить не только упоминавшиеся в песне ножики, но и другие ценимые в подростковой среде вещи: зажигалку, колесо из монеты.
В панораму Москвы второй половины 1940-х годов включены и краткие зарисовки, создающие, по словам литературоведа Игоря Сухих, «непарадный образ конца войны»: «Пришла страна Лимония, сплошная Чемодания!». С обменных дел и ножей, которые учащиеся ремесленных училищ изготавливали из напильников, порой начинался новый жизненный этап, зафиксированный в словах, которые, по мнению Андрея Скобелева, «имеют едва ли не итоговое значение»: «И вот ушли романтики // Из подворотен — во́рами».

Собственно, этот «дом на Первой Мещанской в конце», где родился, жил и выжил герой, есть примета времени, «когда срока огромные // Брели в этапы длинные», а разнонациональные жители были объединены общей бедой — войной и репрессиями… Подобное соединение «блатной» и военной тем и здесь создаёт особый, жёсткий и жестокий колорит эпохи.

## Персонажи

Автограф песни «Баллада о детстве»

В массе персонажей «Баллады…» выделяется рассказчик, который, с одной стороны, говорит о себе, с другой — выступает от лица своих героев, среди которых практически нет вымышленных лиц: почти все обитатели 126-го дома (кроме Маруси Пересветовой, носившей фамилию Трисветова) выведены под настоящими именами. По словам Михаила Яковлева, сына Гиси Моисеевны, люди были настолько колоритными, что о каждом из них можно было написать отдельную большую историю. Семья Гиси Моисеевны жила через стенку от комнаты Высоцких. Как вспоминала мать Владимира Семёновича, в январе 1938 года в родильный дом, где появился на свет будущий автор «Баллады…», пришла открытка от Яковлевых с текстом: «Мы, соседи, поздравляем вас с рождением нового гражданина СССР! И всем миром решили назвать его Олегом!». Совместный быт и пережитые страдания располагали к максимальной открытости: в определённый момент Яковлевы и Высоцкие даже реконструировали разделявшую их стенку, открыв поставленную ещё во времена купцов Абрикосовых двустворчатую дверь (после революции заколоченную и заложенную) и создав таким образом общее пространство.
Судьбы персонажей баллады сложились по-разному. Постоянный собеседник Гиси Моисеевны Яковлевой, Евдоким Кириллович Усачёв, не вернулся с войны. Сама Гися Моисеевна вырастила сына Михаила и застала время актёрского дебюта Владимира Семёновича. По словам его первой жены Изы Константиновны, при встрече в 1976 году тот сообщил, что самой близкой соседки из старого дома на Первой Мещанской уже нет в живых, но «он рад, что успел спеть про неё». Одна из героинь произведения, Зинаида Кузнецова, в 1997 году в интервью журналистам призналась, что в «Балладе…» рассказывается не только про неё («У тёти Зины кофточка — / С драконами да змеями!»), но и про её отца-метростроевца. В последние месяцы жизни Высоцкий в разговорах нередко вспоминал послевоенные годы и обращался к своему товарищу — актёру и главному администратору Театра на Таганке Валерию Янкловичу — с предложением поехать на Первую Мещанскую.

## В контексте поэзии воспоминаний
Исследователи отмечают, что не только Высоцкий, но и другие русские поэты, достигнув зрелого возраста, нередко обращались к детским и отроческим воспоминаниям. Эти «предварительные итоги» необходимы им для того, что соотнести пройденный жизненный путь «с неким высшим замыслом — призванием». Так, в 1830 году Александр Пушкин написал стихотворение «В начале жизни школу помню я». К осмыслению «парадоксов поколений» обращался Михаил Лермонтов, признававшийся в «Думе»: «И царствует в душе какой-то холод тайный, // Когда огонь кипит в крови». Александр Блок в течение ряда лет работал над поэмой «Возмездие», эпиграфом к которой стала строчка драматурга Генрика Ибсена «Юность — это возмездие». Тот же Блок в стихотворении «Рождённые в года глухие» написал «Мы — дети страшных лет России» — эта видоизменённая строка была воспроизведена Высоцким в одной из его поздних песен: «Мы тоже дети страшных лет России, // Безвременье вливало водку в нас».
Парадоксы поколения Высоцкого, воспроизведённые в «Балладе о детстве», заключаются, по мнению литературоведа Анатолия Кулагина, в том, что «присущая юности романтическая духовная тяга ввысь обернулась в криминализированной послевоенной стране погружением на социальный „низ“», а романтика окрасилась в блатные и уголовные тона: «Сперва играли в „фантики“, // В „пристенок с крохоборами“ — // И вот ушли романтики // Из подворотен ворами». Эта поэтическая тема далее развивается и приводит к парадоксальному и неоднозначному, по мнению высоцковедов, финалу: «Было время — и были подвалы, // Было дело — и цены снижали, // И текли куда надо каналы, // И в конце куда надо впадали. // Дети бывших старшин да майоров // До ледовых широт поднялись, // Потому что из тех коридоров, / Им казалось, сподручнее — вниз». Исследователь А. Назаров считает, что в «воровской» судьбе поколения Высоцкий как раз описывает движение «вверх», уход не «в пионерские, комсомольские или партийные бюрократы», а на социальное «дно»" фактически происходит разрыв «круговой поруки страха и подлости». Андрей Скобелев называет это «конфликтом между „верхом“ и „низом“», Кулагин же усматривает связь со строками стихотворения Высоцкого «Мой Гамлет»: «Груз тяжких дум наверх меня тянул, // А крылья плоти вниз влекли, в могилу». По его мнению, «гамлетовский парадокс» органично вплетён Высоцким в «Балладу о детстве», и иносказательные аллегории точно описывают судьбу послевоенной дворовой «братии», «честной компании», о которой рассказывает принадлежащий к ней же герой «Баллады о детстве».

## Художественные особенности
«Вот такой вот монолог, который в общем написан и о моём детстве, ну и, наверное, о детстве многих моих ровесников и сверстников».
По мнению литературоведа Анатолия Кулагина, в таком ключе Высоцкий ранее не писал; герои его песен обычно дистанцированы от автора, и в песнях присутствует сюжетное начало. В «Балладе о детстве» же нет конкретной истории, рассказа по одному поводу. В произведении описываются многочисленные разрозненные события; по выражению Е. Канчукова, «ячеистая» структура песни «похожа на коммунальную квартиру, когда сюжет набирается из замкнутых блоков-комнат».
Песня начинается от первого лица, однако по ходу повествования герой-рассказчик постепенно движется от слова «я» к «мы»; в итоге оно становится доминирующим. Это наблюдение касается не только «Баллады о детстве», но и других произведений Высоцкого — для него, как и для многих его ровесников, выросших в коммунальной среде, очень важно «чувство локтя»: «Его сильный человек становится собой, лишь ощущая принадлежность к целому». При определении жанра, выбранного автором, литературовед Бартош Осевич использует понятие «лироэпическая баллада». По его словам, для актёра, музыканта и поэта подобная форма донесения своей мысли до слушателя являлась оптимальной. В «песенном театре Высоцкого» отсутствуют подробные описания действующих лиц — характеры и судьбы героев раскрываются через их короткие реплики или лаконичные авторские ремарки, воспроизводящие те или иные события их биографий.
К числу художественных особенностей, присущих «Балладе…», относится и некоторое «смещение правдоподобия», благодаря чему в песне появляется мотив, связанный с «сакральной силой поколения» и героизацией удали. За счёт «мистифицирующего повествования» происходит переплетение военной темы с уголовной романтикой.

Поэт не только «слышал», но и «видел» эпоху. <…> Подчас в этих «аудио-» и «видео‑» деталях реминисцируют фольклорные, сказочные переиначенные образы. Так, страна Лимония и Чемодания соседствуют с реальными «трофейными» Японией и Германией, выводя эту — трофейную — сторону послевоенной жизни почти на мифологический уровень.
Игорь Сухих при анализе текста песни обращает внимание на «семантические игры», к которым Высоцкий имеет особое пристрастие. К примеру, в объяснении соседа-метростроевца по поводу выбранной профессии («Коридоры кончаются стенкой, / А тоннели — выводят на свет») заложен двойной смысл: «стенка» — это не только перегородка в помещении, но и синоним расстрела. В песне присутствуют и явные отсылки к литературным произведениям других авторов. Так, строки «В те времена укромные, / Теперь — почти былинные» ведут к Владимиру Маяковскому: «Были времена — прошли былинные». Упоминаемую в тексте баллады «страну Лимонию» исследователи сравнивают с суровой северной территорией из одноимённой поэмы Анатолия Жигулина. По словам Дмитрия Быкова, «Балладу о детстве» отличает «фотографическая точность деталей»: «Здесь как-то достигнут синтез общего и личного, советского и свойского, ролевого и исповедального; и здесь слышен настоящий голос Высоцкого».

## Комментарии
1. ↑   «Лимония» — исследователи выдвигают разные версии, связанные с появлением в тексте «страны Лимонии». Так, Анатолий Кулагин и Андрей Скобелев считают, что в песне присутствует отсылка к стихотворению поэта Анатолия Жигулина «Страна Лимония», в котором создан образ сказочно-праздничной планеты. Высоцковеды напоминают, что Лимония в уголовном мире — это ироничное название мест не столь отдалённых, «уркаганское определение тюремно-лагерной жизни». Павел Фокин в комментариях к тексту отмечает, что, возможно, под Лимонией подразумевается «вымышленный топоним», напоминающий об экзотических странах вообще и «бананово-лимонном Сингапуре» Вертинского в частности. По мнению Лейлы Абдуллаевой, появление сказочной Лимонии рядом с реальными странами выводит созданный Высоцким образ послевоенного мира на мифологический уровень[27][28][8][29].
2. ↑  «Фантики», «Пристенок» – детские игры, ставшие популярными в послевоенное время: два игрока поочередно бросают монетой или сложенными фантиками о стену. Если расстояние между отскочившими предметами можно замерить пальцами одной руки, то выигрывает второй игрок, если нельзя – то первый. «Крохобор» — скупой, прижимистый, жадный человек[40][41].
3. ↑  В 1947—1952 годах происходили частые снижения цен, устанавливаемых государством[40][41].
4. ↑  «Каналы» – во времена руководства Сталиным страной, в основном руками заключенных, были построены Беломорско-Балтийский канал, Канал имени Москвы, Волго-Донской канал[40].
5. ↑  «До ледовых широт поднялись» — здесь — оказались в северных лагерях[41].